# 25549 Jonsauer
25549 Jonsauer (tên chỉ định: 1999 XZ167) là một tiểu hành tinh vành đai chính. Nó được phát hiện bởi dự án Nghiên cứu tiểu hành tinh gần Trái Đất Lincoln ở Socorro, New Mexico, ngày 10 tháng 12 năm 1999. Nó được đặt theo tên Jonothon Sauer, an American educator ở Mason, Ohio.